# Виявлення обличчя

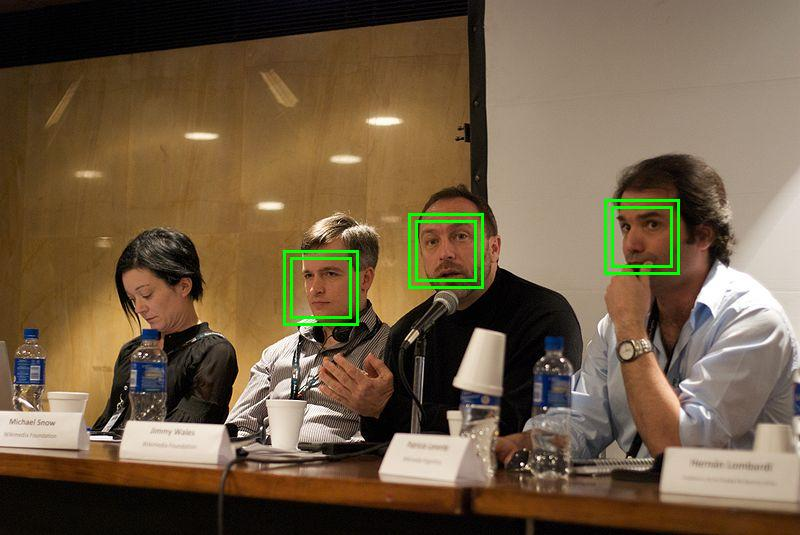
Автоматичне виявлення облич за допомогою OpenCV

Виявлення обличчя — це комп'ютерна технологія, що визначає розташування і розміри людських облич на довільних (цифрових) зображеннях. Вона виявляє риси обличчя й ігнорує все інше, таке як будівлі, дерева та інші частини тіла.

## Визначення і зв'язок з іншими завданнями
Виявлення обличчя може розглядатися як окремий випадок виявлення об'єктів за класом. В процесі виявлення об'єктів за класом завдання полягає в пошуку розташування і розмірів всіх об'єктів на зображенні, що належать до даного класу.
З іншого боку виявлення обличчя може розглядатися як більш загальний випадок локалізації обличчя. В умовах локалізації, завдання полягає в пошуку розташування і розмірів наперед відомого числа осіб (як правило, однієї). У виявленні облич така додаткова інформація відсутня.
Перші алгоритми для виявлення облич були орієнтованими на роботу лише із фронтальними зображеннями, в той час як нові алгоритми намагаються вирішити більш загальну та складну проблему виявлення облич в різних позах. Тобто, виявлення обличчя, що є або оберненими навколо осі від обличчя до спостерігача (у площині обертання), або обернені навколо вертикальної чи ліво-правої осі (поза площиною обертання), або зразу по кількох осях. Нові алгоритми враховують зміни на зображеннях чи відео такі факторів, як зовнішній вигляд обличчя, освітлення і позу.

## Техніки
Багато алгоритмів виконують завдання виявлення облич як задачу бінарної класифікації. Тобто, з певної частини зображення виділяються  характерні риси на основі яких навчений на тестових зображеннях  класифікатор приймає рішення про те чи дана частина є обличчям, чи ні.
Часто використовується техніка вікна ковзання. Тобто, класифікатор використовується для класифікації частин зображення (як правило, квадратних або прямокутних) різного розміру, що розміщуються в будь-якому місці, на класи обличчя або не-обличчя (фонове зображення).
Опрацювання зображень з рівномірним або статичним фоном є досить простим завданням. Наприклад, якщо розглядати зображення, що містить тільки фронтальної обличчя, то достатньо просто видалити фон зображення, що залишилося буде обличчям.